# József Liszkai
József Liszkai [jóžef liskaj] (maďarsky Liszkai József; 3. listopadu 1919 Budapešť – ?) byl maďarský fotbalový útočník a trenér.

## Hráčská kariéra
V maďarské lize hrál za kluby MTK Budapešť (do roku 1941), Gamma FC (1943/44) a Újpesti MTE (1945/46). V Maďarsku dal celkem 12 prvoligových gólů. V československé lize nastupoval za SK Libeň na podzim 1946 a vstřelil dvě branky (v 1. a 2. kole). V pátek 23. srpna 1946 byl autorem úvodního prvoligového gólu ročníku 1946/47 a prvního libeňského v I. lize po druhé světové válce, jímž otevřel skóre v utkání s SK Baťa Zlín (hráno na Korábě) a které domácí nakonec vyhráli 3:0 (poločas 1:0). Jednalo se o první ze tří vítězství Libně v oné sezoně, což znamenalo poslední účast tohoto mužstva mezi československou elitou a sestup z nejvyšší soutěže.
V nižších maďarských soutěžích hrál za Pénzügy SC, Újpesti MTE, Bőripari DSE a Komlói Tárna.

### Prvoligová bilance
| Ročník          | Zápasy | Góly | Minuty | Klub     |
| --------------- | ------ | ---- | ------ | -------- |
| I. liga 1946/47 | 8      | 2    | 720    | SK Libeň |
| CELKEM I. LIGA  | 8      | 2    | 720    |          |

## Trenérská kariéra
Po skončení hráčské kariéry se stal trenérem.